# 紀椿守
紀 椿守（き の つばきもり）は、平安時代初期の貴族。春宮亮・紀白麻呂の長男。官位は従五位上・越中権守。

## 経歴
嵯峨朝の弘仁4年（813年）大内記に任ぜられた後、典薬助を経て、弘仁12年（821年）従五位下・上総介に叙任される。翌弘仁13年（822年）安房守に転じる。
淳和朝では叙位に与ることがなかったが、仁明朝の承和5年（838年）従五位上に叙せられる。文徳朝の嘉祥4年（851年）越中権守に任ぜられるが、仁寿3年（853年）3月28日に官職に就いたまま卒去。享年78。最終官位は越中権守従五位上。

## 人物
隷書に巧みで、最もその本質を会得していた。優れた書き手であるとして渤海国への返書の揮毫を二度担当したが、皆悉くその書を良しとし、朝廷からも美しいと評価されたという。

## 官歴
『六国史』による。
- 弘仁4年（813年） 正月：大内記
- 弘仁11年（820年） 正月：典薬助
- 弘仁12年（821年） 正月：従五位下、上総介
- 弘仁13年（822年） 正月11日：安房守
- 承和5年（838年） 正月7日：従五位上
- 嘉祥4年（851年） 正月11日：越中権守
- 仁寿3年（853年） 3月28日：卒去（越中権守従五位上）